# Garbis Aprikian
Garbis Aprikian (Alejandría, 1926 – Malakoff, 15 de octubre de 2024) fue un músico y director de coro armenio, que nació en Egipto y se mudó a París en 1953. Donde estudió y inspirado especialmente por Olivier Messiaen. Dirigió el coro mixto armenio Sipan-Komitas.

## Biografía
Nacido en Alejandría, Egipto, en 1926, Garbis Aprikian participó desde muy joven de la vida cultural y artística de esta ciudad cosmopolita. Estudió en la escuela primaria "Armenian National Boghossian" y luego en el American College. Desde los diez años inició un serio aprendizaje musical con un alumno de Pietro Mascagni, el maestro Frapicini, quien se ocupó de su formación artística, primero piano, luego armonía, contrapunto y fuga. Aprendió sobre la historia y la música armenias y sintió "un sentimiento de orgullo nacional".
En 1948 fundó el coro mixto Hamazkaine con el que ofreció, en Alejandría y El Cairo, una serie de conciertos. El éxito animó a los miembros de la asociación Houssaper a asignarle una beca para completar su formación en Europa.
Aprikian llegó a París en 1953 donde estudió composición y dirección de orquesta en la Escuela Normal de Música con Simone Plé-Caussade, Tony Aubin y Jean Fournet y realizó un curso de estética musical con Olivier Messiaen en el Conservatorio. de París.
El coro mixto armenio Sipan Komitas lo buscó para reemplazar a Kourkène Alemshah, y él aceptó el puesto. Dirigió el coro de la década de 1950 durante unos cincuenta años. Compuso y armonizó melodías populares y antiguos cantos patrióticos, más de doscientas obras religiosas, profanas o folklóricas.
En 1991 fue invitado por primera vez por las autoridades armenias a ir a Ereván, donde actuó en un concierto de obras propias y de otros compositores de la diáspora armenia.
Murió en su casa en Malakoff, Altos del Sena, el 15 de octubre de 2024, a la edad de 98 años.